# Symphonie no 1 de Rachmaninov
Pour les articles homonymes, voir Symphonie no 1.
La Symphonie no 1 en ré mineur opus 13 est la première des trois symphonies de Sergeï Rachmaninov. Composée en 1895, elle est créée dans le cadre des Concerts symphoniques russes le 15 mars 1897 à Saint-Pétersbourg sous la direction d'un Alexandre Glazounov ivre. L'accueil fut si mauvais que le compositeur tomba dans une dépression nerveuse pendant trois ans. Il perdit la partition en 1917 qui ne fut reconstituée qu'à partir du matériel d'orchestre resté intact ; Rachmaninov ne la réentendra jamais de son vivant, et elle sera recréée à Moscou en 1945. Elle porte en épigraphe : « c'est à moi qu'appartient la vengeance ».
L'oeuvre est composée dans le domaine de Rachmaninov d'Ivanovka près de Tambov, en Russie. Malgré sa mauvaise réception initiale, la symphonie est maintenant souvent interprétée et fait partie de la tradition symphonique russe. Le compositeur britannique Robert Simpson la qualifie d'« œuvre puissante à part entière, issue de Borodine et Tchaïkovski, mais convaincante, individuelle, finement construite, et atteignant une expression véritablement tragique et héroïque qui se situe bien au-dessus du pathos de sa musique ultérieure ».

## Contexte

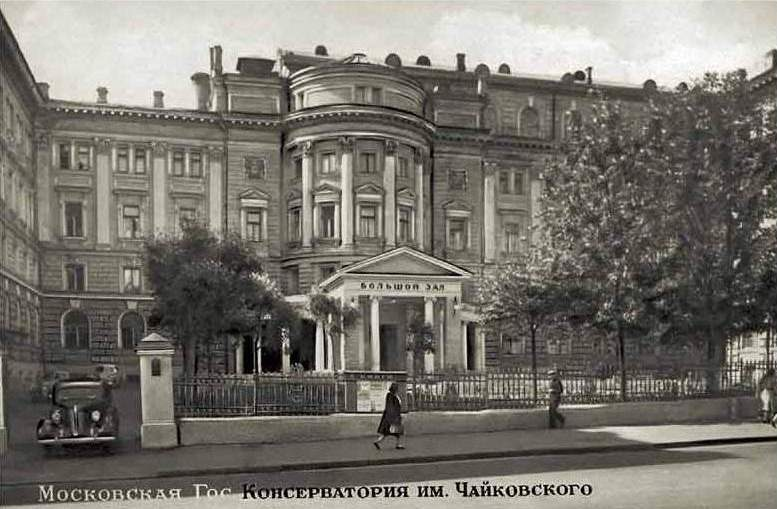
Le Conservatoire de Moscou, où Rachmaninov est diplômé en 1891.

La première symphonie est en fait la deuxième tentative de Rachmaninov dans le genre. Lors de sa dernière année au Conservatoire Tchaïkovski de Moscou en 1890-91, son professeur de composition Anton Arenski lui demande d'écrire une symphonie comme exercice. Rachmaninov dit plus tard au biographe Oskar von Riesmann qu'il avait achevé l'œuvre ; cependant, trois des quatre mouvements disparurent par la suite. Le seul mouvement survivant, d'environ 12 minutes, fut publié à titre posthume en 1947 sous le nom de Symphonie de jeunesse. Rachmaninov ajoute que ni Arenski ni son collègue Sergueï Taneïev n'étaient enthousiastes à son propos, peut-être à cause de son manque d'individualité. 

## Composition

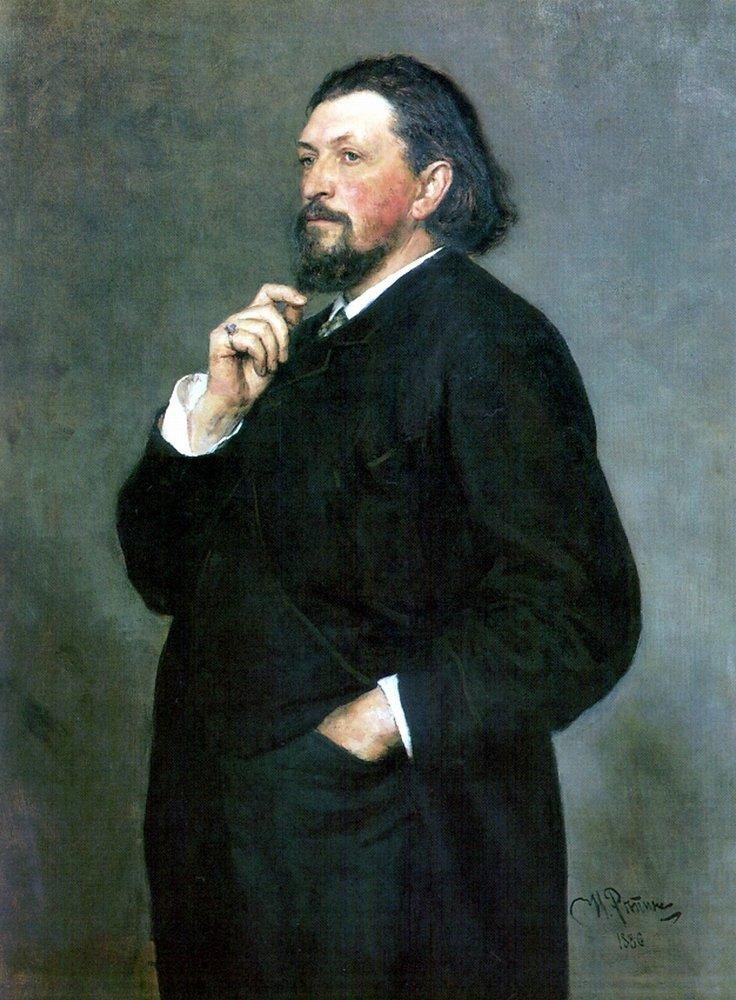
Portrait de Mitrofan Belaïev par Ilia Répine (1886)

Rachmaninov commence à travailler sur ce qui deviendrait sa symphonie no. 1 en septembre 1894, après avoir fini d'orchestrer son Caprice bohémien. Il compose la symphonie entre janvier et octobre 1895, ce qui est un temps inhabituellement long pour Rachmaninov pour une composition ; le projet s'est avéré extrêmement difficile. Rachmaninov travaillait plus de dix heures par jour en septembre. Il achève et orchestre la symphonie de ne quitter Ivanovka le 7 octobre.
Le délai atypique de composition Rachmaninov fut suivi de retards pour la créer. En 1895, il rencontr le philanthrope musical Mitrofan Belaïev, dont l'intérêt pour programmer une pièce de Rachmaninov avait mené à une exécution du poème symphonique Le Rocher aux Concerts symphoniques russes à Saint-Pétersbourg. En 1896, encouragé par Taneïev et Glazounov, Beliaïev accepte de programmer la symphonie de Rachmaninov l'année suivante. Cependant, après une répétition au piano, Taneïev commente que  : « Ces mélodies sont molles, sans couleur – il n'y a rien qu'on puisse faire avec elles ». Rachmaninov apporte de nombreux changements à la partition, mais reste insatisfait. Après de nouveaux conseils de Taneïev, il étend le mouvement lent.

## Structure
La symphonie est orchestrée pour 3 flûtes (la 3e doublant le piccolo), 2 hautbois, 2 clarinettes en si♭, 2 bassons, 4 cors en fa, 3 trompettes en si♭, 3 trombones, tuba, timbales, cymbales, grosse caisse (mouvements 1, 2 et 4 seulement), triangle (mouvements 2 et 4 seulement), caisse claire, tambourin, tam-tam (mouvement 4 seulement) et cordes. Une exécution typique dure environ 45 minutes.
La symphonie comporte quatre mouvements :
1. Grave - Allegro ma non troppo (en ré mineur). Une courte introduction de sept mesures donne le ton de l'ensemble de l'oeuvre. Elle contient les deux motifs rythmiques qui établiront un motif cyclique présent dans toute la composition. Un grupetto farouche et menaçant noté fff, autour de la tonique ré, immédiatement suivi à l'unisson par toutes les cordes - et non moins fff -  d'un thème dérivé du Dies Irae. Ce dernier formera le matériau principal de l'allegro, qui début rapidement à la septième mesure à la suite du motif du grupetto joué pour la troisième fois[10].
2. Allegro animato (en ré mineur). Le deuxième mouvement est un scherzo fantastique qui commence également avec le grupetto ainsi qu'une réminiscence du Dies iræ. Le thème principal du mouvement est une mélodie courte, que nous entendons alternativement sous sa forme originale et son inversion. Dans la partie centrale, le grupetto revient, donnant naissance à un nouveau thème qui est répété par un violon solo pendant quelques mesures, dans un air tzigane[10].
3. Larghetto (en si bémol majeur). Dans le calme lyrique de ce mouvement, même le grupetto semble avoir perdu sa tension menaçante. La clarinette chante une mélodie douce. Au milieu apparaissent quelques orages avec les harmonies sombres des cors avec sourdine. Le thème, répété, est orné d'appoggiatures répétitives et de contrepoint[10].
4. Allegro con fuoco (en ré majeur). La coda, notée largo (42 à la noire), est introduite par l'effet saisissant d'un tutti orchestral sfff sur un accord de septième diminuée, auquel un tam-tam répond par une seule jouée mf et en point d'orgue, dans un silence glaçant. Le motif dérivé du Dies irae revient immédiatement au violons et altos, alors que le motif du grupetto est affirmé aux violoncelles et contrebasses.

## Accueil de l'oeuvre
Le compositeur Robert Simpson considère la première Symphonie de Rachmaninov comme  supérieure aux deux qui la suivirent, estimant qu'elle a été créée « naturellement et sans contrainte » dans l'ensemble et avec ses quatre mouvements «  véritablement intégrés ». Il estime aussi que la symphonie évitait ce qu'il appelait « l'inflation lyrique » et les « climax forcés » de la deuxième Symphonie et des concertos pour piano. Au lieu de cette inflation lyrique, comme l'a souligné Robert Walker, on peut tracer une brièveté et une concision croissantes dans les compositions orchestrales de Rachmaninov dans les œuvres qu'il a achevées après avoir été diplômé du Conservatoire de Moscou —du Prince Rostislav au Rocher et du Rocher à la symphonie.
Le biographe de Rachmaninov Max Harrison écrit : « L'élément le plus original de cette œuvre vient d'un réseau de relations motiviques », ajoutant que si le compositeur avait employé ce réseau dans son Caprice bohémien, il pousse son utilisation encore plus loin dans la symphonie. Le résultat est que, bien que la symphonie soit une œuvre entièrement cyclique, le niveau d'intégration thématique est plus poussé que dans la plupart des symphonies russes.
Une autre idée originale de Rachmaninov est son utilisation des chants znamenny comme source thématiques. Bien que le matériau que Rachmaninov en dérive donne parfois un air décidément religieux, il ne cite jamais ces chants littéralement. Ils ressemblent à ce que Béla Bartók appellerait « musique populaire imaginaire ».
César Cui, compositeur russe qui fut également critique musical, dit de la 1re Symphonie :
« S'il y avait un conservatoire aux enfers, et si l'on avait demandé à l'un de ses meilleurs élèves d'écrire une symphonie à programme sur "Les Sept Plaies d'Égypte", et si le résultat ressemblait à la symphonie de M. Rachmaninov, alors il se serait brillamment acquitté de sa tâche et aurait ravi les habitants des enfers ».

## Dans la culture populaire
Le thème du quatrième mouvement de la symphonie fut utilisé à la fin des années 1960 comme musique du générique du programme télévisé de la BBC Panorama.
La création de la symphonie et la dépression ainsi que son hypnothérapie  qui suivirent sont le sujet de la comédie musicale Preludes de Dave Malloy de 2015 ; la partition utilise des échantillons de la symphonie et d'autres œuvres de Rachmaninov.

## Enregistrements notables
- Vladimir Ashkenazy dirigeant l'orchestre royal du Concertgebouw
- André Previn dirigeant l'orchestre symphonique de Londres
- Mariss Jansons dirigeant l'orchestre philharmonique de Saint-Pétersbourg
- Gianandrea Noseda dirigeant l'orchestre philharmonique de la BBC
- Eugene Ormandy dirigeant l'orchestre de Philadelphie
- Mikhaïl Pletnev dirigeant l'orchestre national de Russie
- Leonard Slatkin dirigeant l'orchestre symphonique de Saint-Louis
- Evgueni Svetlanov dirigeant l'Orchestre du théâtre Bolchoï, un autre avec l'orchestre symphonique de l'URSS
- Edo de Waart dirigeant l'orchestre philharmonique de Rotterdam, un autre enregistrement avec l'Orchestre philharmonique de la radio néerlandaise
- Walter Weller dirigeant l'orchestre de la Suisse romande
- Andrew Litton dirigeant le Royal Philharmonic Orchestra
- Guennadi Rojdestvenski dirigeant l'orchestre symphonique du ministère de la Culture de l'URSS

## Discographie sélective
- L'orchestre royal du Concertgebouw dirigé par Vladimir Ashkenazy Decca 1982,
- L'orchestre symphonique d'URSS dirigé par Evgueni Svetlanov EMI/Melodiya 1967,
- L'orchestre symphonique de Philadelphie dirigé par Eugene Ormandy CBS.